# Lista de deputados estaduais do Rio Grande do Norte da 54.ª legislatura
Essa é uma lista de deputados estaduais do Rio Grande do Norte eleitos para o período 1987-1991.

## Composição das bancadas
| Partido | Líder              | Bancada | Posição  |
| ------- | ------------------ | ------- | -------- |
| PMDB    | Laíre Rosado Filho | 10 / 24 | Governo  |
| PFL     | Valério Mesquita   | 9 / 24  | Oposição |
| PDS     | Vivaldo Costa      | 5 / 24  | Oposição |

## Deputados estaduais
| Número | Deputados estaduais eleitos | Partido | Votação | Percentual | Cidade onde nasceu | Unidade federativa  |
| 15298  | Laíre Rosado                | PMDB    | 24.702  | 2,66%      | Mossoró            | Rio Grande do Norte |
| 25559  | Valério Mesquita            | PFL     | 24.527  | 2,64%      | Macaíba            | Rio Grande do Norte |
| 15564  | Carlos Eduardo Alves        | PMDB    | 24.367  | 2,62%      | Rio de Janeiro     | Rio de Janeiro      |
| 11845  | Irami Araújo                | PDS     | 20.881  | 2,25%      | Parnamirim         | Rio Grande do Norte |
| 11225  | Manoel do Carmo dos Santos  | PDS     | 19.871  | 2,14%      | Santo Antônio      | Rio Grande do Norte |
| 15548  | Robinson Faria              | PMDB    | 19.490  | 2,10%      | Natal              | Rio Grande do Norte |
| 25708  | Leônidas Ferreira           | PFL     | 19.200  | 2,07%      | Apodi              | Rio Grande do Norte |
| 25445  | Carlos Augusto Rosado       | PFL     | 19.051  | 2,05%      | Mossoró            | Rio Grande do Norte |
| 25780  | Ricardo Motta               | PFL     | 16.021  | 1,72%      | Natal              | Rio Grande do Norte |
| 11309  | Nelson Queiroz dos Santos   | PDS     | 15.836  | 1,70%      | Jucurutu           | Rio Grande do Norte |
| 25745  | Getúlio Rêgo                | PFL     | 15.741  | 1,69%      | Portalegre         | Rio Grande do Norte |
| 15927  | Rui Barbosa da Costa        | PMDB    | 15.049  | 1,62%      | João Câmara        | Rio Grande do Norte |
| 25775  | Raimundo Fernandes          | PFL     | 14.647  | 1,57%      | São Miguel         | Rio Grande do Norte |
| 11242  | Vivaldo Costa               | PDS     | 14.617  | 1,57%      | Caicó              | Rio Grande do Norte |
| 15805  | Cipriano Correia            | PMDB    | 14.232  | 1,53%      | Santana do Matos   | Rio Grande do Norte |
| 11622  | Gastão Mariz de Faria       | PDS     | 13.307  | 1,43%      | Parnamirim         | Rio Grande do Norte |
| 15461  | José Arnóbio de Abreu       | PMDB    | 13.117  | 1,41%      | Assu               | Rio Grande do Norte |
| 15638  | Francisco de Assis Pinheiro | PMDB    | 12.738  | 1,37%      | Baraúna            | Rio Grande do Norte |
| 25395  | Paulo Montenegro            | PFL     | 12.690  | 1,36%      | Currais Novos      | Rio Grande do Norte |
| 25249  | Nelson Freire               | PFL     | 12.574  | 1,35%      | Natal              | Rio Grande do Norte |
| 25729  | José Adécio Costa           | PFL     | 12.297  | 1,32%      | Pedro Avelino      | Rio Grande do Norte |
| 15939  | Amaro Marinho Filho         | PMDB    | 11.168  | 1,20%      | Macau              | Rio Grande do Norte |
| 15282  | José Dias                   | PMDB    | 10.631  | 1,14%      | Umarizal           | Rio Grande do Norte |
| 15405  | Paulo de Tarso Fernandes    | PMDB    | 10.071  | 1,08%      | Caraúbas           | Rio Grande do Norte |